# Manique (cuisine)
Pour les articles homonymes, voir Manique (homonymie).

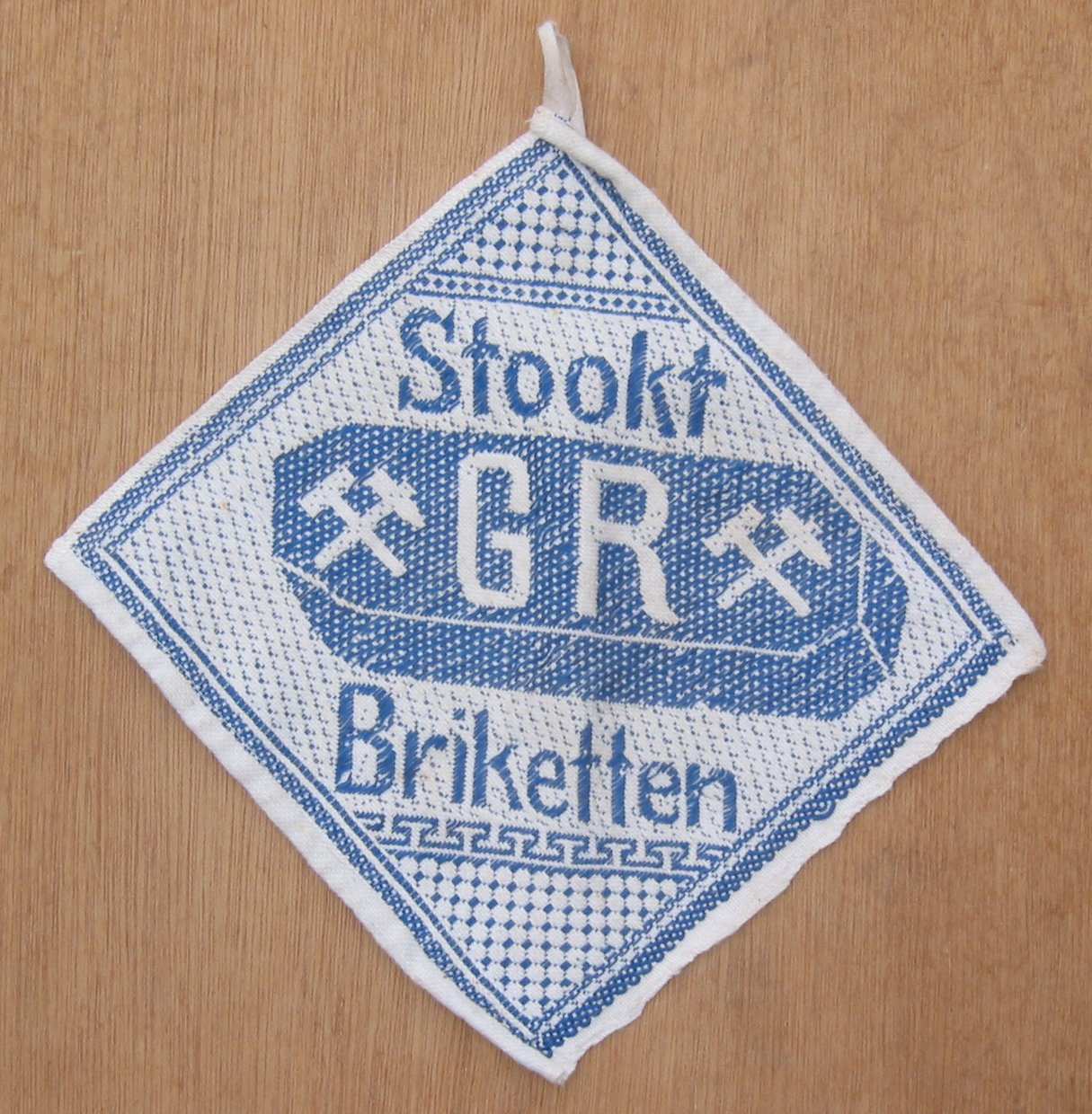
Une manique

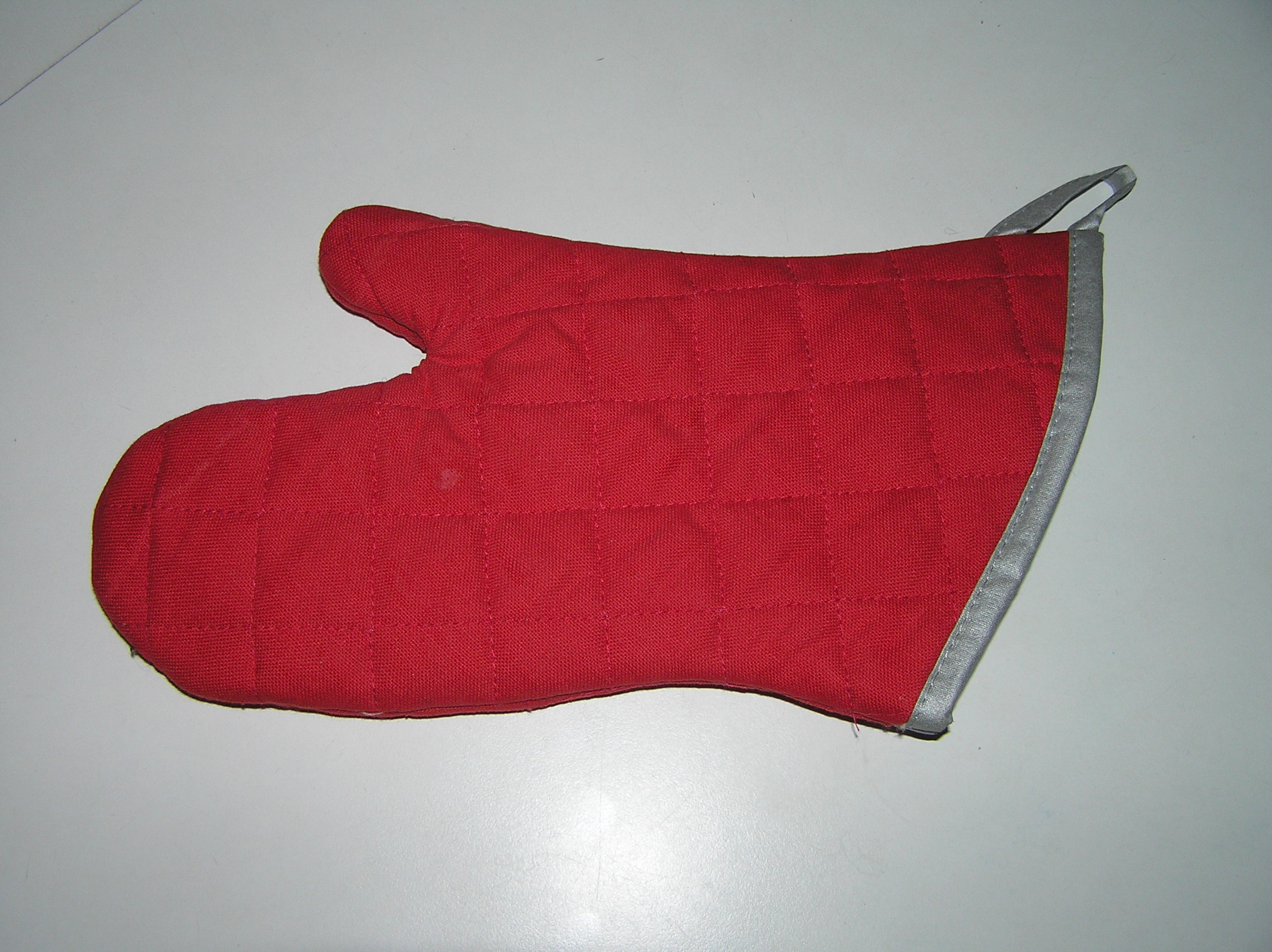
Gant manique épais, qui couvre toute la main.

Une manique (appelée parfois « patte à four » en Suisse et « main » en Belgique, voire « main-chaude », ou « mitaine de four » au Québec) est un gant de ménage, doublé de tissu épais, autrefois recouvert d'amiante, utilisé en cuisine pour se protéger de la chaleur excessive des plats, casseroles, plateaux de four, etc.